# Carlos Moedas
Carlos Manuel Félix Moedas (Beja, 10 de agosto de 1970) é um engenheiro civil, economista e político português, sendo actualmente o Presidente da Câmara Municipal de Lisboa e Conselheiro de Estado, eleito pela Assembleia da República.
Anteriormente, foi Deputado à Assembleia da República, Secretário de Estado Adjunto do Primeiro-Ministro no XIX Governo Constitucional, entre 2011 e 2014, e Comissário Europeu de 2014 até 2019. De 2020 a 2021 foi administrador da Fundação Gulbenkian. Em 26 de setembro de 2021 foi eleito Presidente da Câmara Municipal de Lisboa, tendo tomado posse no dia 18 de outubro de 2021.

## Biografia

### Percurso pessoal e académico
Filho mais novo de José "Zé" Moedas, um comunista convicto e bem respeitado na terra, cofundador do jornal "Diário do Alentejo", e de uma educadora de infância, nunca partilhou da ideologia política do seu pai. Passou a infância e a adolescência em Beja.
Aos 18 anos foi estudar para Lisboa, matriculando-se em Engenharia Civil, obtendo assim a sua Licenciatura pelo Instituto Superior Técnico da Universidade Técnica de Lisboa, em 1993.
Durante o curso, candidatou-se ao Programa Erasmus, e foi fazer o último ano na École Nationale des Ponts et Chaussées, em Paris.
Posteriormente, realizou um MBA na Harvard Business School, em 2000.
Casou em 2000 com Céline Dora Judith Abecassis, Francesa e Judia Sefardita, docente universitária e mãe dos seus três filhos.
É Doutor Honoris Causa em Direito pela University College Cork, da Irlanda, desde 2016, pela ESCP Business School, de Paris, desde 2018, pela Universidade Nova de Lisboa, desde 2022, e pela West University of Timisoara, também desde 2022.
Como reconhecimento pelo trabalho na organização da Jornada Mundial da Juventude de 2023, foi condecorado com a ordem honorífica do Estado do Vaticano de Cavaleiro da Ordem de São Silvestre.
A título do exercício de funções de membro da Comissão Europeia, foi agraciado pelo Presidente da República, a 22 de dezembro de 2023, com o grau de Grã-Cruz da Ordem do Infante D. Henrique.

### Carreira profissional
Depois dos estudos foi gestor de projetos para o grupo Suez Lyonnaise des Eaux entre 1993 e 1998. Trabalhou em Londres no banco de investimento Goldman Sachs, na área de fusões e aquisições, e esteve na Deutsche Bank para montar a Eurohypo Investment Bank.
De regresso a Portugal, em agosto de 2004, dirigiu a consultora imobiliária Aguirre Newman Cosmopolita, foi administrador delegado até novembro de 2008, altura em que cria a empresa de gestão de investimentos Crimson Investment Management.
De 7 de janeiro de 2020 a 1 de março de 2021, foi membro do Conselho de Administração da Fundação Calouste Gulbenkian, presidido por Isabel Mota.
É vice-presidente do Instituto Jacques Delors em Paris, membro da Academia de Engenharia de Portugal e membro honorário da Academia Africana de Ciências.
Possui a Medalha de Ouro da Ordem dos Engenheiros de Portugal.

### Política

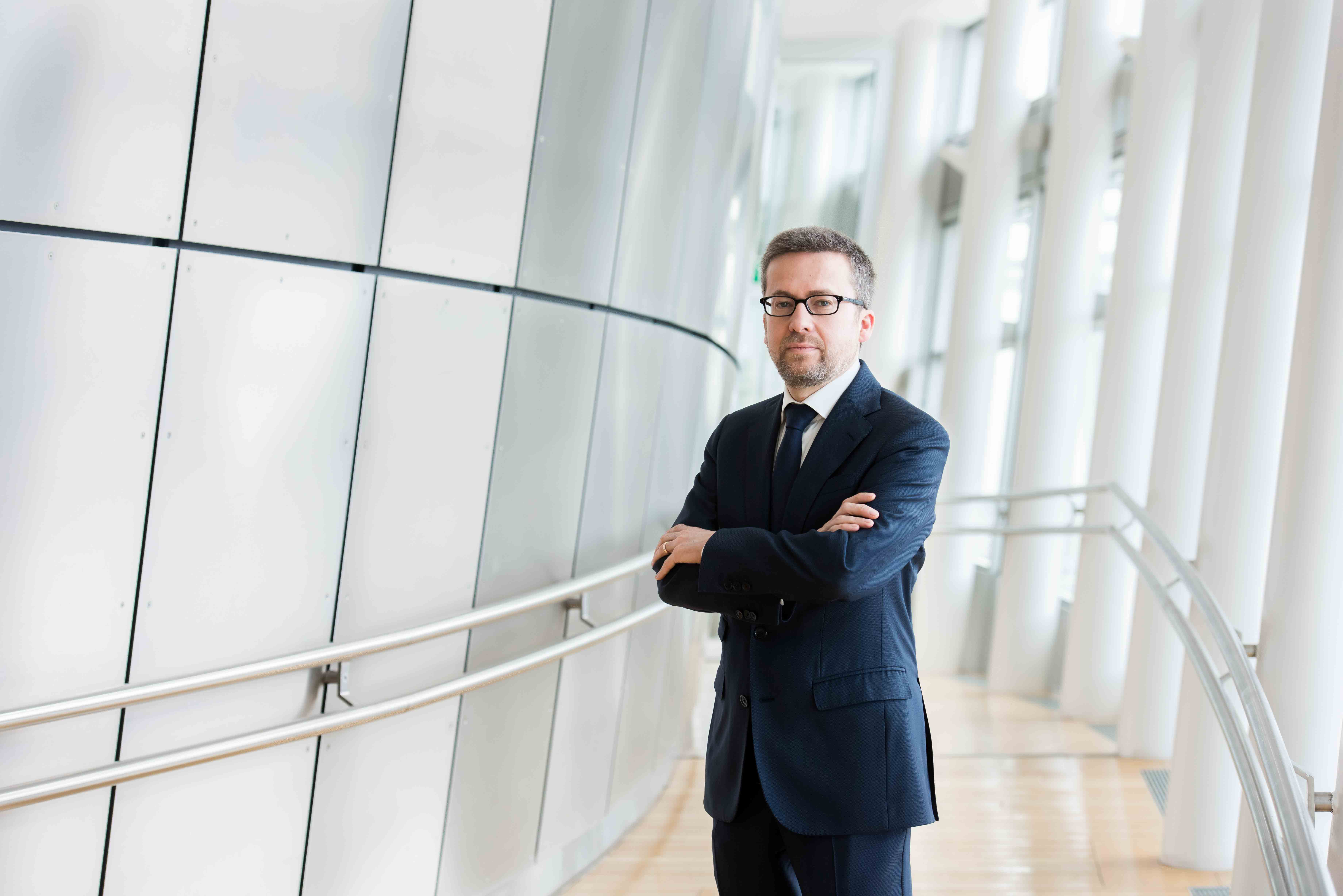
Eng. Carlos Moedas

Foi coordenador do setor económico do Gabinete de Estudos do PSD. Fez parte da equipa social-democrata que negociou com o PS a aprovação do Orçamento do Estado para 2011, juntamente com Eduardo Catroga. Candidato e cabeça de lista do PSD por Beja nas legislativas de 5 de junho de 2011, foi eleito deputado à Assembleia da República, passando o PSD a ter um deputado por aquele distrito pela primeira vez desde 1995.
A 21 de junho de 2011 foi-lhe conferida a posse como Secretário de Estado Adjunto do Primeiro-Ministro do XIX Governo Constitucional, com assento no Conselho de Ministros.
Foi representante do governo no âmbito da negociação e coordenação do programa de ajustamento económico e financeiro.
A 1 de agosto de 2014, o primeiro-ministro de Portugal, Pedro Passos Coelho, nomeou Carlos Moedas representante de Portugal na Comissão Europeia. Foi exonerado do cargo de Secretário de Estado Adjunto do Primeiro-Ministro a 10 de setembro de 2014. Em setembro de 2014, o Presidente da Comissão Europeia, Jean-Claude Juncker, atribuiu a Carlos Moedas a pasta da Investigação, Ciência e Inovação, ficando assim o comissário português responsável pelo maior programa-quadro de sempre de investigação e inovação da UE, o Horizonte 2020. O orçamento deste programa tem um valor de 80 mil milhões de euros (2014-2020).
Em 1 de novembro de 2014 tomou posse na Comissão Juncker como Comissário Europeu para a Investigação, Ciência e Inovação, exercendo funções até 2019.
A 25 de fevereiro de 2021 foi anunciada a sua candidatura à presidência da Câmara Municipal de Lisboa nas eleições autárquicas desse ano, encabeçando uma coligação entre o PSD e o CDS-PP, com o apoio do PPM, do MPT e da Aliança.
A 26 de setembro de 2021, foi eleito Presidente da Câmara Municipal de Lisboa com 34,3% dos votos, superando todas as expectativas ao vencer o presidente recandidato, Fernando Medina. Foi também eleito presidente da Mesa do Congresso da Associação Nacional de Municípios Portugueses para o mandato 2021-2025. Assumiu também funções, por inerência do cargo de presidente da Câmara Municipal de Lisboa, de presidente da direção da Associação Turismo de Lisboa. Foi eleito, por inerência do cargo de presidente da Câmara Municipal de Lisboa, presidente da Comissão Executiva da União das Cidades Capitais de Língua Portuguesa (UCCLA) para o mandato 2022-2024. No mandato 2024-2025, é vice-presidente da União das Cidades Capitais Ibero-Americanas (UCCI).
Desde julho de 2024, é membro do Conselho de Estado, eleito pela Assembleia da República, em representação do PSD, para a XVI Legislatura (2024-2028).

## Resultados Eleitorais

### Eleições Legislativas
| Data | Partido | Partido | Circulo eleitoral | Posição    | Cl. | Votos  | %              | +/- | Status | Notas |
| ---- | ------- | ------- | ----------------- | ---------- | --- | ------ | -------------- | --- | ------ | ----- |
| 2011 |         | PPD/PSD | Beja              | 1.º (em 3) | 3.º | 17 710 | 23,65 / 100,00 |     | Eleito |       |

### Eleições Autárquicas

#### Câmara Municipal
| Data | Partido | Partido           | Concelho | Posição     | Cl. | Votos  | %              | Status | Notas                          |
| ---- | ------- | ----------------- | -------- | ----------- | --- | ------ | -------------- | ------ | ------------------------------ |
| 2021 |         | PSD-CDS-PPM-MPT-A | Lisboa   | 1.º (em 17) | 1.º | 83 163 | 34,26 / 100,00 | Eleito | Presidente da Câmara Municipal |

## Publicações
- Amaro, N. L., Moedas, C. "O Novo Paradigma do Investimento Imobiliário: Análise e estratégias para um sector-chave da economia". Sabedoria Alternativa. 2011.
- Bogers, M., Chesbrough, H., Moedas, C. 2018. Open Innovation: Research, Practices, and Policies. California Management Review, Volume: 60 issue: 2, page(s): 5-16
- Moedas, C. "Vento Suão: Portugal e a Europa", Guerra e Paz, Lisboa, 2020.

## Condecorações
- Membro da Academia Portuguesa de Engenheiros (2014)
- Condecorado com a "Encomienda de Numero de la Orden del Merito Civil" (Ilustrísimo Señor) de Espanha (2015)
- Doutor Honoris Causa em Direito pela Universidade de Cork, Cork, Condado de Cork, Munster, Irlanda (2016)[19]
- Doutor Honoris Causa pela ESCP Europe - École supérieure de commerce de Paris (2018)
- Honorary Fellow da AAS - African Academy of Sciences (2018)
- Medalha de Ouro da Ordem dos Engenheiros de Portugal (2019)
- Vencedor do Prémio Universidade de Coimbra (2020)[20]
- Doutor Honoris Causa pela Universidade Nova de Lisboa (2022)[21]
- Doutor Honoris Causa pela West University of Timisoara (2022)
- Condecorado com a ordem honorífica do Estado do Vaticano de Cavaleiro da Ordem de São Silvestre (2023)[22]
- Grã-Cruz da Ordem do Infante D. Henrique (2023)[23]
- Condecorado com a Légion d'honneur, a mais alta distinção da República Francesa[24]